# Lanzenmühle
Lanzenmühle (fränkisch: Landse-miel) ist ein Gemeindeteil der Gemeinde Weigenheim im Landkreis Neustadt an der Aisch-Bad Windsheim (Mittelfranken, Bayern). Lanzenmühle liegt in der Gemarkung Reusch.

## Lage
Die Einöde liegt im Tal des Iffbachs (im Unterlauf Iff genannt), einem linken Zufluss des Breitbachs, und ist von Acker- und Grünland umgeben. Ein Anliegerweg führt an der Zellesmühle vorbei zur Kreisstraße NEA 43 (1,5 km östlich).

## Geschichte
Der Ort wurde 1435 als „Müln Im Zigengrundt jetzundt die Lantzen Müln genandt“ erstmals erwähnt. Benannt wurde die Mühle nach dem Familiennamen des Besitzers.
Von 1797 bis 1808 unterstand Lanzenmühle dem preußischen Justiz- und Kammeramt Uffenheim. 1806 kam der Ort an das Königreich Bayern. Mit dem Gemeindeedikt (frühes 19. Jahrhundert) wurde Lanzenmühle dem Steuerdistrikt Ippesheim und der Ruralgemeinde Reusch zugewiesen.
Am 1. Juli 1972 wurde Lanzenmühle im Zuge der Gebietsreform in Bayern nach Weigenheim eingegliedert.

## Einwohnerentwicklung
| Jahr      | 001818 | 001840 | 001861 | 001871 | 001885 | 001900 | 001925 | 001950 | 001961 | 001970 | 001987 |
| Einwohner | 3      | 5      | 6      | 7      | 5      | 4      | 3      | 4      | 7      | 8      | 6      |
| Häuser    | 1      | 1      |        |        | 1      | 1      | 1      | 1      | 1      |        | 1      |
| Quelle    | [ 7 ]  | [ 10 ] | [ 11 ] | [ 12 ] | [ 13 ] | [ 14 ] | [ 15 ] | [ 16 ] | [ 17 ] | [ 18 ] | [ 1 ]  |

## Religion
Der Ort ist seit der Reformation evangelisch-lutherisch geprägt und nach St. Marien (Reusch) gepfarrt.